# Galinakopf
Galinakopf är en bergstopp i Liechtenstein och Österrike. Den ligger i den östra delen av Liechtenstein, 8 km öster om huvudstaden Vaduz. Toppen på Galinakopf är 2 198 meter över havet eller 373 meter över den omgivande terrängen. Bredden vid basen är 3,3 km.